# リーミナ
リーミナ（イタリア語: Limina）は、イタリア共和国シチリア州メッシーナ県にある、人口約800人の基礎自治体（コムーネ）。

## 地理

### 位置・広がり
メッシーナ県のコムーネ。県都メッシーナから南西へ37kmの距離にある。

#### 隣接コムーネ
隣接するコムーネは以下の通り。
- アンティッロ
- カザルヴェッキオ・シークロ
- フォルツァ・ダグロ
- モンジュッフィ・メリーア
- ロッカフィオリータ